# Eurico Gaspar Dutra
Eurico Gaspar Dutra, brazilski general in politik, * 18. maj 1883, Cuiaba, Mato Grosso, † 11. junij 1974, Rio de Janeiro.
Dutra je bil predsednik Brazilije med letoma 1946 in 1951.